# Yaki Kadafi
Yafeu Akiyele Fula (9 de outubro de 1977 - 10 de novembro de 1996), mais conhecido por seu nome artístico Yaki Kadafi, foi um rapper americano, fundador e membro do grupos de rap Outlawz. Os pais de Kadafi eram ambos membros do Partido dos Panteras Negras. Kadafi e Tupac eram amigos desde de infância, até a morte deles em 1996.

## Primeiros Anos
Kadafi nasceu em 9 de outubro de 1977 no Bronx. Quando Kadafi tinha quatro anos, seu pai foi preso e acusado de seis acusações de tentativa de homicídio, entre outros crimes. Kadafi e seus sete irmãos foram criados por sua mãe.

## Carreira
Em 1994, Kadafi encontrou seu amigo de infância "Napoleon". A mãe de Kadafi apresentou Napolean a Tupac Shakur e todos os três criaram um grupo chamado "Dramacydal". Kadafi com apenas 16 anos, assumiu o nome artístico de "Young Hollywood" que mais tarde mudou para Yaki Kadafi. O grupo apareceu no álbum de Tupac, Me Against the World de 1995. Quando Tupac estava preso em 1995 por acusações de agressão sexual, Kadafi visitou-o diariamente na cadeia.
Em uma dessas visitas, Tupac e Kadafi decidiram formar o grupo de rap Outlawz, que traria muitos membros de volta dos grupos anteriores de Tupac, "Dramacydal" e "Thug Life". Naquele mesmo ano, após a libertação de Tupac da prisão, Kadafi se encontrou com ele para assinar com o Death Row. Ele estrelou em All Eyez on Me, de 2Pac, e contou com três músicas.
Neste ponto, Kadafi começou a ganhar fama, aparecendo em videoclipes, indo a premiações e fazendo shows. Mas em 7 de setembro de 1996, 2Pac foi baleado várias vezes em um tiroteio em Las Vegas e acabou morrendo pouco tempo depois. Kadafi estava no carro atrás de 2Pac, e afirmou ter visto o Cadillac branco parar ao lado dele e atirar várias vezes. Kadafi teria dito na época que poderia identificar o motorista e pediu para se manter 100% confidencial, mas foi exposto por repórteres.

## Morte
Em 10 de novembro de 1996, dois meses após a morte de 2Pac, Kadafi foi encontrado morto na escadaria de um apartamento em Orange, Nova Jersey. De acordo com um jornal da época, Kadafi foi encontrado pela polícia às 3:48 da manhã. Ele havia sido acidentalmente baleado na cabeça por um amigo, que mais tarde se entregou à polícia e cumpriu 7 a 8 anos de prisão.
Há rumores que envolvem Suge Knight e seus parceiros policiais, que prestavam serviços para Death Row Records. Yafeu alegou conter informações sobre o assassinato do rapper Tupac Shakur, seu amigo desde a infância, também muitas pessoas dizem que foi Suge Knight que mandou matar o rapper por ter informações sobre a morte do rapper Tupac Shakur

## Discografia Póstuma
- Still I Rise (1999)
- Son Rize Vol. 1 (2004)